# Cerkiew św. Paraskewy w Dąbrowicy
Cerkiew św. Paraskewy w Dąbrowicy – zabytkowa cerkiew greckokatolicka, znajdująca się w Dąbrowicy, wzniesiona w 1906.
W 1948 cerkiew została przejęta przez Kościół rzymskokatolicki. Pełni funkcję kościoła filialnego pw. św. Michała Archanioła parafii Kolonia Polska.
Świątynia jest przykładem murowanego budownictwa cerkiewnego, powstałego w wyniku poszukiwań narodowego stylu ukraińskiego opartego na wzorcach klasycznych. 

## Historia
Zbudowany w 1906 roku na planie krzyża w stylu neoklasycystycznym według projektu Wasyla Nahirnego. Wystrój wnętrza to dzieło rzeźbiarza Edwarda Totha. Do 1944 roku była to cerkiew greckokatolicka pw. św. Paraskewy, a od 12 lutego 1948 roku pełni obecną funkcję. Obok kościoła dzwonnica z 1906 roku. Ogrodzenie kamienno-ceglane.

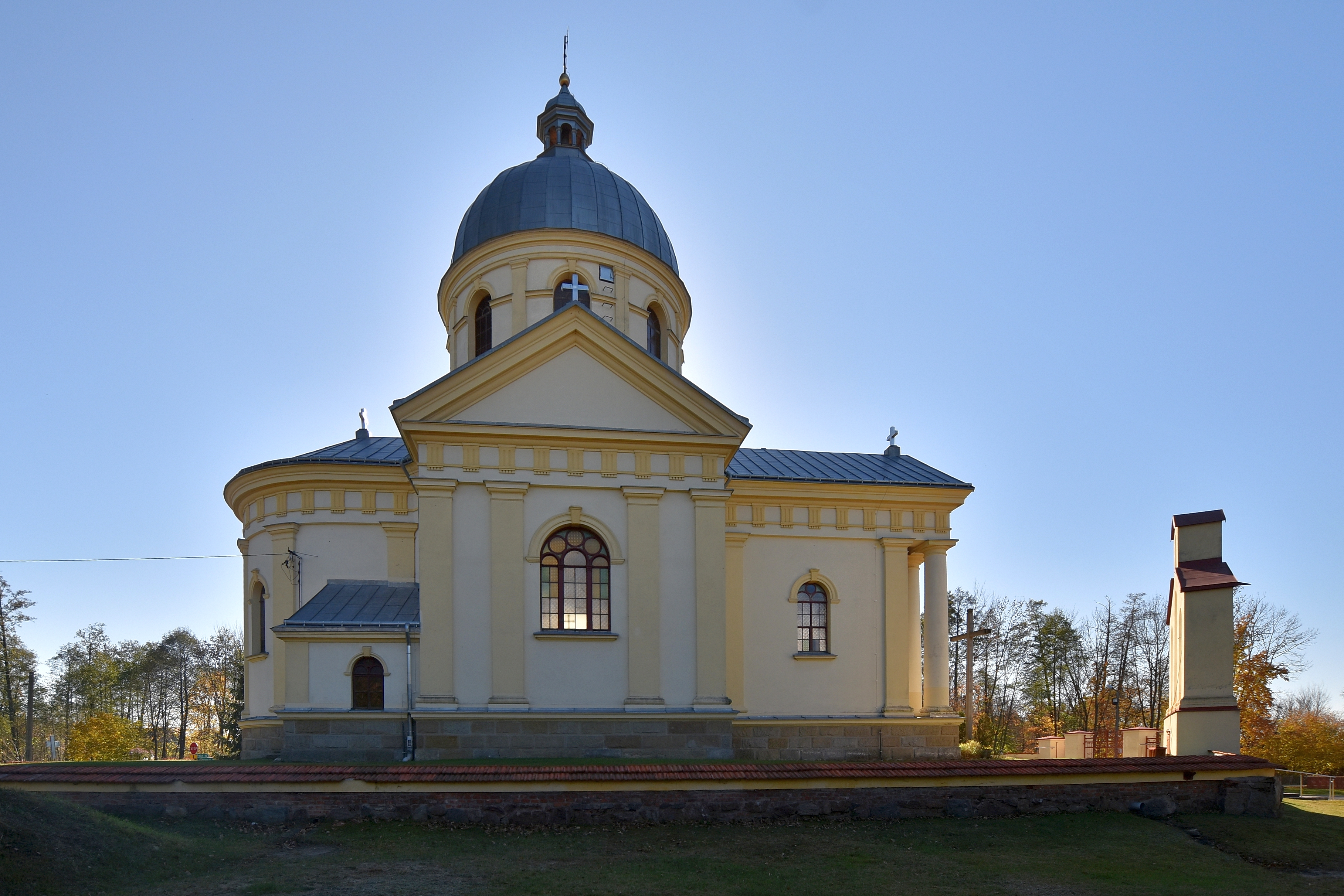
Elewacja boczna
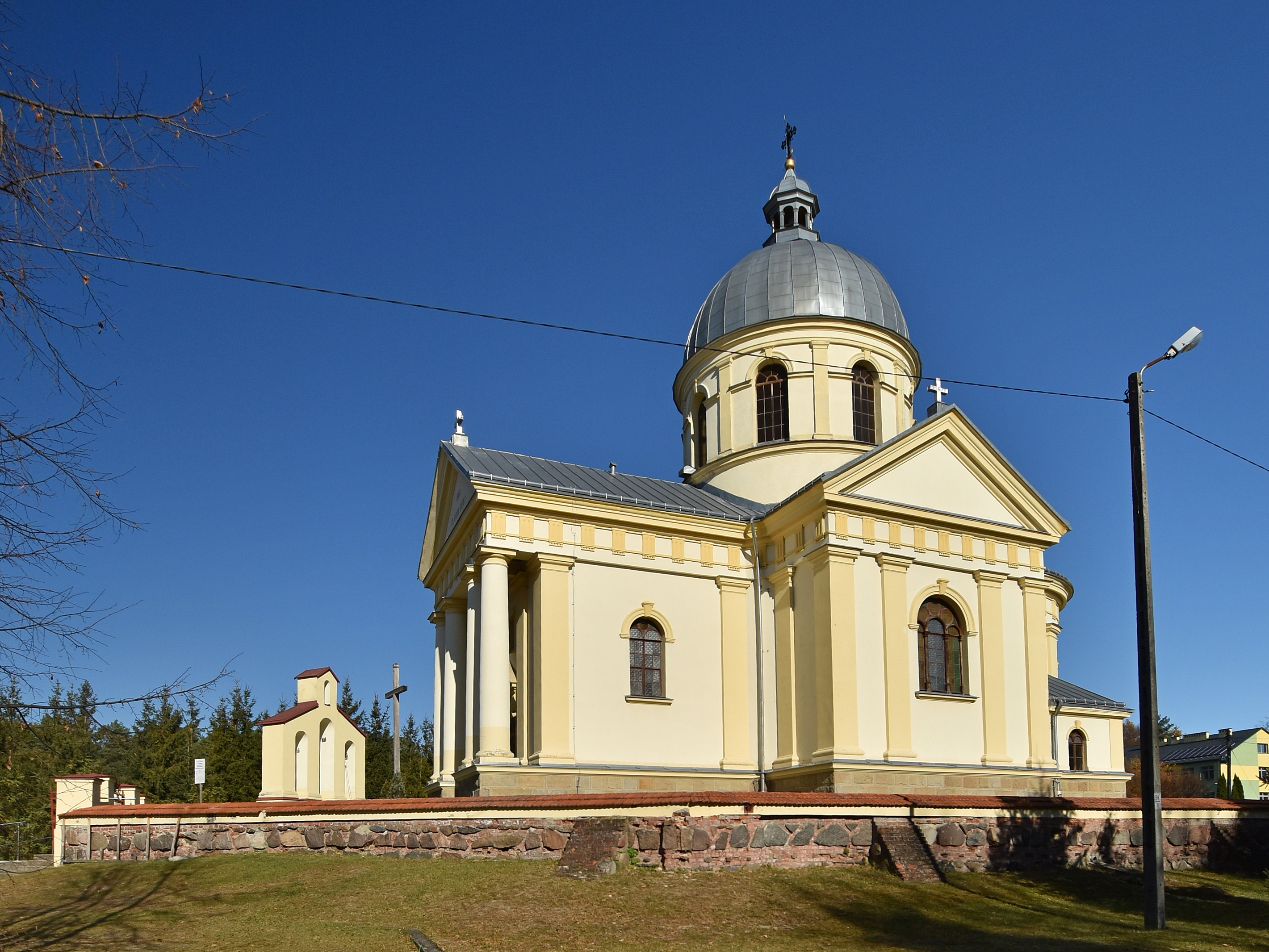
Elewacja boczna
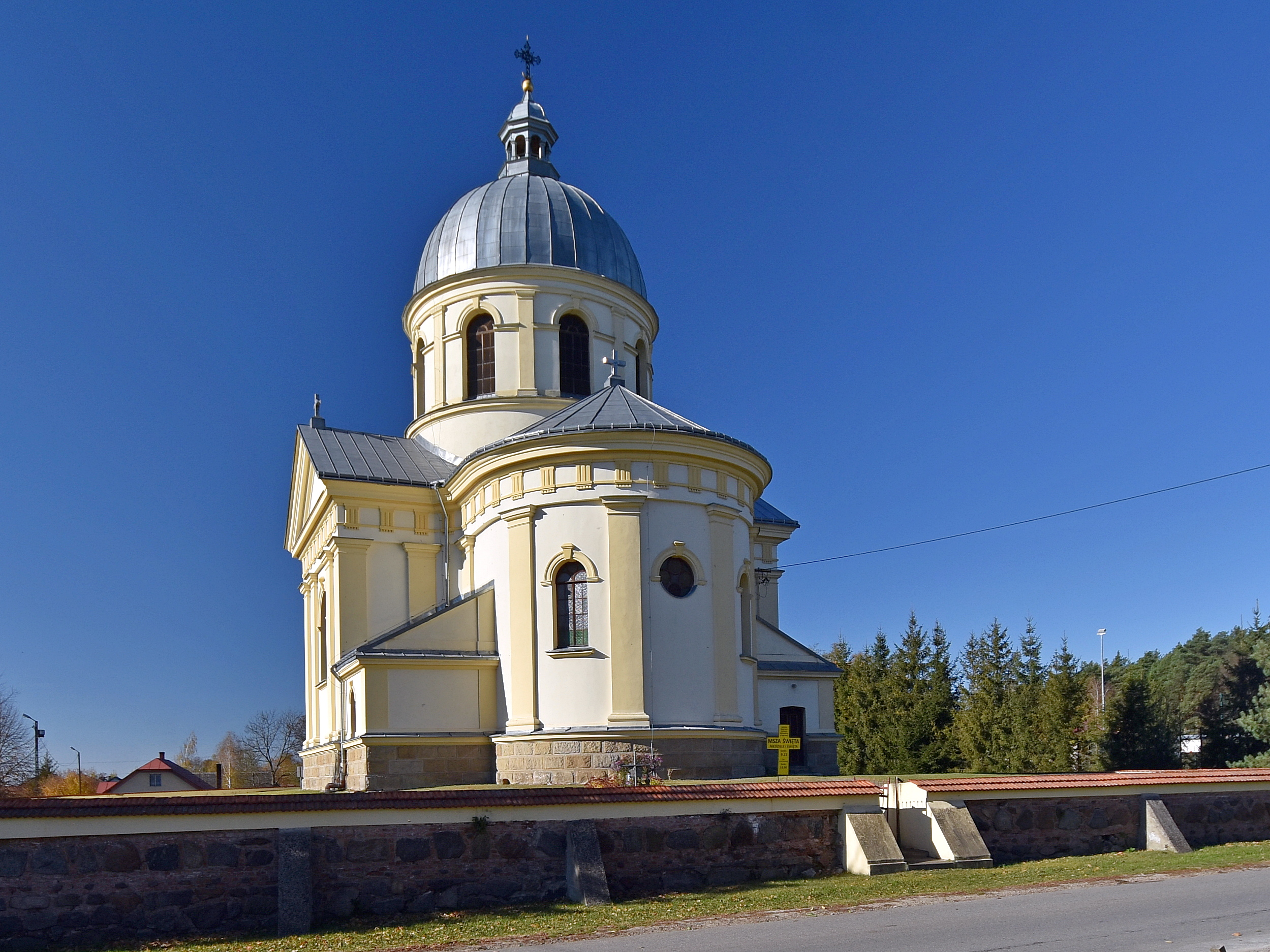
Widok do strony prezbiterium